# Oxyoppia cristata
Oxyoppia cristata är en kvalsterart som beskrevs av Hammer 1977. Oxyoppia cristata ingår i släktet Oxyoppia och familjen Oppiidae. Inga underarter finns listade i Catalogue of Life.